# Adelaide Hills Council
Adelaide Hills är en kommun i Australien. Den ligger i delstaten South Australia, omkring 23 kilometer öster om delstatshuvudstaden Adelaide. Antalet invånare är 39 832.
Följande samhällen finns i Adelaide Hills:
- Bridgewater
- Aldgate
- Stirling
- Lobethal
- Seacliff
- Woodside
- Crafers
- Balhannah
- Oakbank
- Upper Sturt
- Birdwood
- Gumeracha
- Heathfield
- Mylor
- Charleston
- Cudlee Creek
- Lenswood
- Kersbrook
- Houghton
- Basket Range
- Piccadilly
- Ashton
- Uraidla
- Summertown
- Paracombe
- Montacute
- Mount Torrens
- Norton Summit
- Carey Gully
- Cherryville

Trakten runt Adelaide Hills består till största delen av jordbruksmark. Runt Adelaide Hills är det ganska glesbefolkat, med 36 invånare per kvadratkilometer. Genomsnittlig årsnederbörd är 593 millimeter. Den regnigaste månaden är juli, med i genomsnitt 95 mm nederbörd, och den torraste är december, med 13 mm nederbörd.